# Истхем, Джордж
Джордж Э́двард И́стхем (англ. George Edward Eastham; 23 сентября 1936, Блэкпул, Ланкашир — 20 декабря 2024) — английский футболист. Принял участие в розыгрыше чемпионата мира 1966 года в составе сборной Англии, которая по итогам турнира стала чемпионом мира. Причём, будучи участником сборной на чемпионате мира 1966 года, не провёл ни одного матча за команду. Офицер ордена Британской империи.

## Карьера
Истхем родился в «футбольной» семье. Его отец — Джордж Ричард Истхем, среди прочих играл за английские клубы «Болтон Уондерерс», «Брентфорд», «Блэкпул», а также за сборную Англии. Его дядя — Гарри Истхем, среди прочих играл за «Ливерпуль», «Транмир Роверс», «Аккрингтон Стэнли».

### Клубная
Истхем начал карьеру в североирландском клубе «Ардс», в котором в то время тренером был его отец.

#### «Ньюкасл Юнайтед»
Набравшись опыта, в 1956 году Истхем подписал контракт с клубом «Ньюкасл Юнайтед». В составе команды дебютировал 6 октября 1956 года в матче против клуба Лутон Таун, который закончился со счётом 2-2. За четыре сезона, проведённых в клубе, Истхем провёл 124 матча и забил 29 мячей.

#### «Арсенал»
За клуб «Арсенал» Истхем дебютировал 10 декабря 1960 года в матче против клуба «Болтон Уондерерс», в котором он смог забить два мяча. «Арсенал» выиграл тот матч со счётом 5-1. Позже в том же сезоне в матче на стадионе «Сент-Джеймс Парк» против своей бывшей команды — клуба «Ньюкасл Юнайтед», Истхем забил эквалайзер и привёл свою команду к ничьей, за что был назван «Иудой» и забросан яблоками.
В период с 1963 по 1966 гг. Истхем был капитаном команды. Однако плохие результаты команды по окончании сезона 1965-66, в котором клуб занял 14-е место, привела к отставке главного тренера команды Билли Райта летом 1966 года. К тому моменту Истхем было уже 30 лет, а новое руководство приняло решение омолодить состав команды, чтобы добиться более высоких результатов в предстоящем сезоне. Уже в августе 1966 года Истхем перешёл в клуб «Сток Сити». Всего за канониров Истхем сыграл 223 матча и забил 41 мяч.

#### «Сток Сити»
Истхем был куплен клубом «Сток Сити» за 35 000 фунтов стерлингов к началу сезона 1966-67. Вместе с клубом Истхем выиграл Кубок Футбольной лиги сезона 1971-72, в финале розыгрыша которого забил победный матч в ворота «Челси», сделав счёт 2-1.
За клуб Истхем выступил в 194 матчах, в десяти из которых выходил на замену, и забил 4 мяча. В 1974 году карьера футболиста была окончена. За футбольные заслуги Истхем был награждён орденом Британской империи.

### В сборной
В сборной Англии Истхем играл с 1963 по 1966 год. Дебютировал 8 мая 1963 года в матче против сборной Бразилии. Последняя игра в составе сборной состоялась 3 июля 1966 года в Копенгагене против сборной Дании в товарищеском матче накануне чемпионата мира 1966 года, в котором англичане выиграли со счётом 2-0. Истхем был включён в состав сборной на чемпионат мира 1966 года, но, тем не менее, не сыграл ни в одном матче.
По правилам того времени, золотые медали вручались только участникам финального матча. Однако в 2009 году ФИФА вынесла постановление: игроки, которые числились в заявке сборной-чемпиона мира, но не играли в финальном матче, в любом случае должны награждаться золотыми медалями. Согласно этому решению Футбольная ассоциация Англии вручила медали всем оставшимся в живых участникам чемпионата мира. В их числе оказался и Джордж Истхем.

### Тренерская
Позже Истхем стал ассистентом главного тренера «Сток Сити» Тони Уоддингтона и сменил его на этом посту, когда в 1977 году он подал в отставку, став всего лишь четвёртым по счёту главным тренером команды с 1935 года. Первый сезон нового тренера оказался крайне неудачным, так как команда под руководством Истхема не сумела закрепиться в высшем дивизионе футбольной лиги Англии, и с 21-го места по итогам сезона 1976-77 вылетела во Второй дивизион. Это во многом предопределило дальнейшую судьбу Истхема как тренера клуба. В январе 1978 года он подал в отставку.
Умер 20 декабря 2024 года в возрасте 88 лет.

## Достижения

### «Сток Сити»
- Обладатель Кубка Футбольной лиги: 1971/72

### Сборная
- Чемпион мира: 1966